# William Cotton (Erfinder)

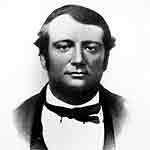
William Cotton

William Cotton (* 1819 in Seagrave, Leicestershire; † 13. Januar 1887 in Loughborough) war ein britischer Strumpfmaschinenproduzent und Erfinder der Flachkulierwirkmaschine, die auch „Cottonmaschine“ genannt wird.

## Leben
Mit 15 Jahren verließ Cotton seinen Geburtsort und lebte mit seiner Mutter Betsey und seinen Geschwistern Charles, Ann und Betsey in der King Street in Loughborough. Cotton wurde zunächst Lehrling bei einem Strumpfwirker namens B. Abbot. Dort lernte Cotton wahrscheinlich die Arbeit mit dem Handkulierstuhl nach William Lee kennen. Danach trat Cotton bei den Strumpffabrikanten Cartwright und Warner in Loughborough eine Stelle als Strumpfwirker an. Cartwright und Warner betrieben auch bereits einige Dampfmaschinen und so experimentierte Cotton zusammen mit seinem Kollegen William Cross und unterstützt von seinen Arbeitgebern an einer dampfbetriebenen Kulierwirkmaschine. Um 1845 verließ Cotton das Unternehmen und meldete 1846 seine Maschine als Patent an.
Cotton wurde Teilhaber in mehreren Unternehmen, mit denen er Kettenwirkware herstellte. Die Einnahmen ermöglichten es ihm, seine Kulierwirkmaschine und andere Erfindungen weiterzuentwickeln. 1853 eröffnete in Loughborough die Fabrik Cotton and Smith, die von Cotton erfundene Maschinen nutzte. Während dieser Zeit erhielt er 1855 ein weiteres Patent, diesmal für eine automatische Minderung und Zunahme von Maschen während der Produktion – ein Vorgang, der zukünftig als full-fashioned oder fully-fashioned bezeichnet wurde.
1864 wurde Cottons Tochter Ellen (1864–1892) geboren und drei Jahre später seine Tochter Ada (1867–1923), die Cotton zusammen mit Harriett Bennett (1839–1869) hatte. Die beiden nah beieinander lebenden Eltern waren nicht verheiratet und auf den Geburtsurkunden wurde kein Vater eingetragen. Nach dem frühen Tod der Mutter lebten die Kinder bei Cotton.
Cotton experimentierte weiterhin auf der Basis des Handkulierwirkstuhls von Lee, und 1863 und 1864 erhielt er die entscheidenden Patente auf seine Idee, die Fontur (der Kopf, wo die Nadeln sitzen) von Lees Handkulierstuhl um 90 Grad in die Vertikale zu drehen, so dass die Fontur nicht mehr von der Mindereinrichtung verdeckt wird und das Warenstück sichtbar horizontal liegt. Diese Neuerung wurde in Großbritannien als Cotton’s Patent, in Deutschland als „Cottonmaschine“ bekannt, was zukünftig alle Maschinen dieser Bauweise bezeichnen sollte. In Kombination mit seinem früheren Patent wurde es nun möglich, vollkonfektionierte (fully-fashioned) Kleidungsstücke aus Strick maschinell herzustellen.
Die Nottingham Manufacturing Company erkannte das Potenzial von Cottons Erfindung und sicherte sich die britischen Rechte an seinem Patent von 1864. Auch I & R Morley sollte mit Cottonmaschinen beliefert werden. Für das europäische Festland erwarb der Maschinenfabrikant Hermann Stärker die Lizenzrechte und machte damit Chemnitz zu einem Zentrum der Cottonmaschinenproduktion: Um 1900 teilten sich fünf Maschinenfabriken aus Chemnitz und Umgebung 75 Prozent der Weltproduktion an Cottonmaschinen: Hermann Stärker, Schubert & Salzer, G. Hilscher, Kalio (Karl Lieberknecht) und die Maschinenfabrik Einsiedel.
William Cotton arbeitete unterdessen mit der Maschinenfabrik Attenborough & Blackburn Ltd. weiter an seiner Erfindung. 1868 erhielten sie ein gemeinsames Patent für eine Konfektionierungsvorrichtung. In den 1870er Jahren gründete Cotton eine eigene Maschinenfabrik am Pinfold Gate in Loughborough, in der 200 Männer 100 Maschinen pro Jahr fertigten, die ursprünglichen Cotton’s Patents. Erster Kunde wurde die Strumpffabrik Atkins Bros.
Cotton verstarb unverheiratet 1887 an chronischer Hepatitis. Sein Unternehmen produzierte noch bis in die 1990er Jahre. Sein Vermögen vermachte er seinen beiden Töchtern und ermöglichte ihnen dadurch ein selbstständiges Leben. Beide starben ohne Nachkommen.

### Patente von William Cotton
- Patent Nr. 11255 vom 22. Juni 1846: Wirkmaschine
- Patent Nr. 2309 vom 16. Oktober 1855: Herstellung von Maschenware
- Patent Nr. 1660 vom 11. Januar 1860: Apparat zur Verbindung oder Zusammenführung von Maschenware
- Patent Nr. 1901 vom 1. August 1863: Verbesserungen der Herstellung von Maschenware und der dafür verwendeten Maschinen und Apparate
- Patent Nr. 3123 vom 16. Dezember 1864: Maschine oder Apparat für die Herstellung von Maschenware
- Patent Nr. 3280 vom 16. Dezember 1868: Apparat für die Herstellung von Maschenware
- Patent Nr. 1105 vom 14. April 1870: Verbesserungen in der Herstellung von Maschen- und Wirkware und der dafür verwendeten Maschinen und Apparate[2]

## Cotton’s Patent:Die Cottonmaschine

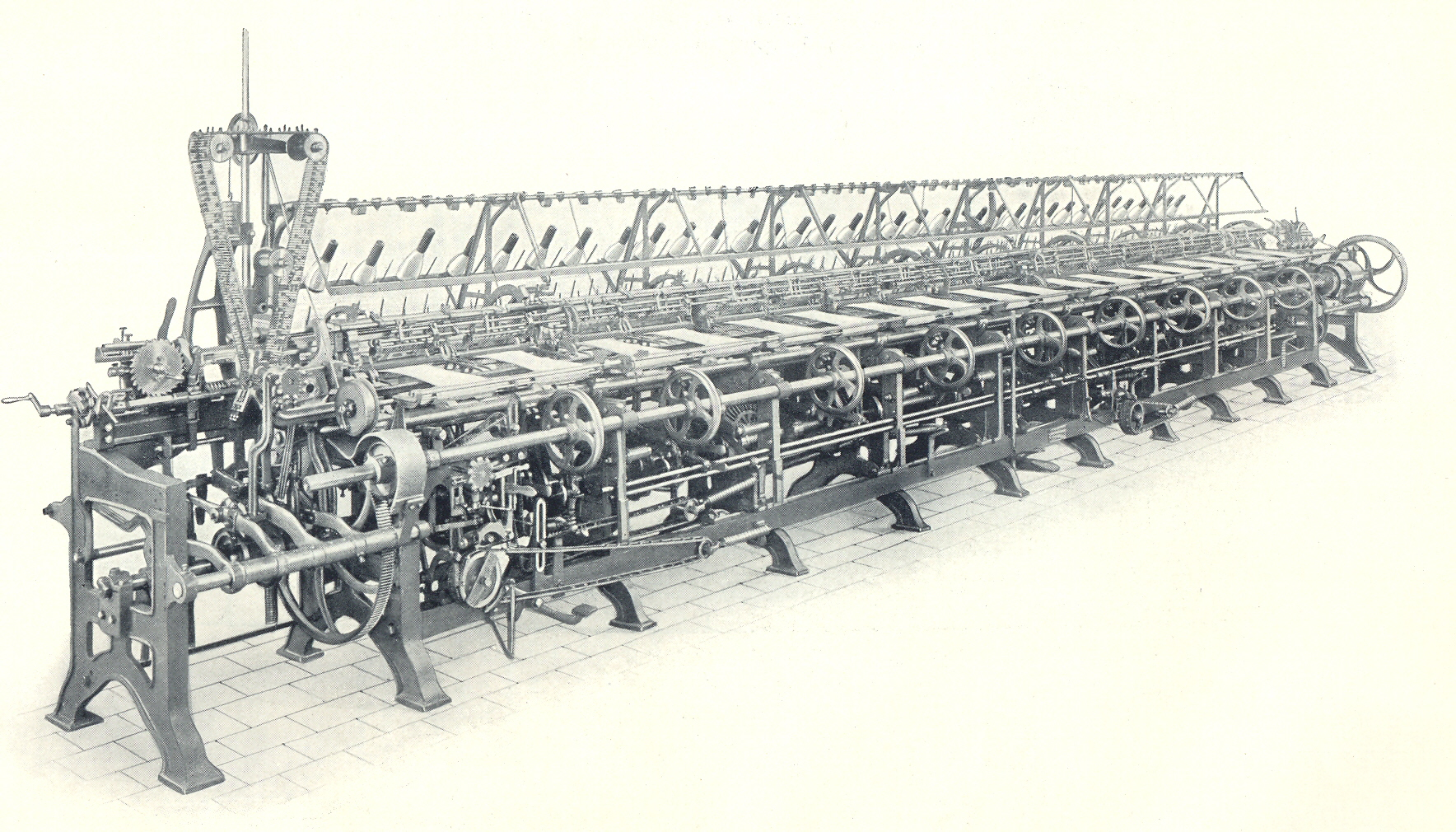
Cottonmaschine der Firma Schubert & Salzer Wirkmaschinen, Chemnitz, 1919

Die Cottonmaschine, wie sie ab den 1870er Jahren von William Cotton produziert wurde, war mit vier Fonturen ausgestattet, konnte also vier Warenstücke gleichzeitig herstellen. Spätere Maschinen seiner Produktion waren mit sechs, acht und 16 Fonturen ausgestattet. Die Maschine diente zur Herstellung von Einfadenwirkware, auch Kulierwirkware genannt (im Gegensatz zu Kettenwirkware). Sie hatte eine senkrechte Nadelbarre und einen Kraftantrieb.
Nach dem Erlöschen der Patente von William Cotton 1888 bauten zahlreiche Produzenten Maschinen nach Cottons Prinzip. Besonders erfolgreich war die Firma G. Hilscher in Chemnitz, die bereits 1888 eine eigene, sechsfonturige Cottonmaschine „System Hilscher“ auf den Markt brachte. Hilscher und andere Produzenten entwickelten im 20. Jahrhundert Cottonmaschinen mit bis zu 36 Fonturen. Das hatte weitreichende Bedeutung für die Textilindustrie, vergrößerte sich doch die Menge der Warenstücke – neben Strümpfen auch Unterwäsche, Mützen, Hosen und alle anderen Arten von gewirkten Kleidungsstücken – um ein Vielfaches. Vor allem wurden auf Cottonmaschinen aber Damenstrümpfe hergestellt, zunächst aus Baumwolle und Seide, später dann auch aus Kunstseide und Nylon bzw. Perlon.
Die Cottonmaschine wurde kontinuierlich weiterentwickelt. 1874 wurde es durch die Anwendung mehrerer Fadenführer möglich, mit der Cottonmaschine verschiedene Farben in Form von Ringelmuster und Wirkmuster in Form von Pressmustern herzustellen. 1876 konnten Petinetmuster eingewirkt werden, wie sie bislang nur auf Paget-Maschinen möglich waren. 1880 wurde der Schottenapparat erfunden, dessen aufplattierte Streifen zusammen mit dem Ringelmuster das Schottenmuster ergaben. Um 1900 wurde die Cottonmaschine mit der Jacquardeinrichtung kombiniert, so dass mehrfarbige Muster eingewebt werden konnten. 1925 erfand die Firma Hilscher die sogenannte Flach-Ränder-Maschine, mit der gerippt-gemusterte Warenstücke möglich wurden.
Die Cottonmaschine blieb bis Ende der 1950er Jahre die wichtigste Maschine zur Herstellung von Feinstrümpfen mit Naht. 1952 kamen vollautomatische Rundstrickmaschinen auf, die nahtlose Feinstrümpfe herstellen konnten und Cottonmaschinen in der Produktion ablösten.